# Cồn (biển)

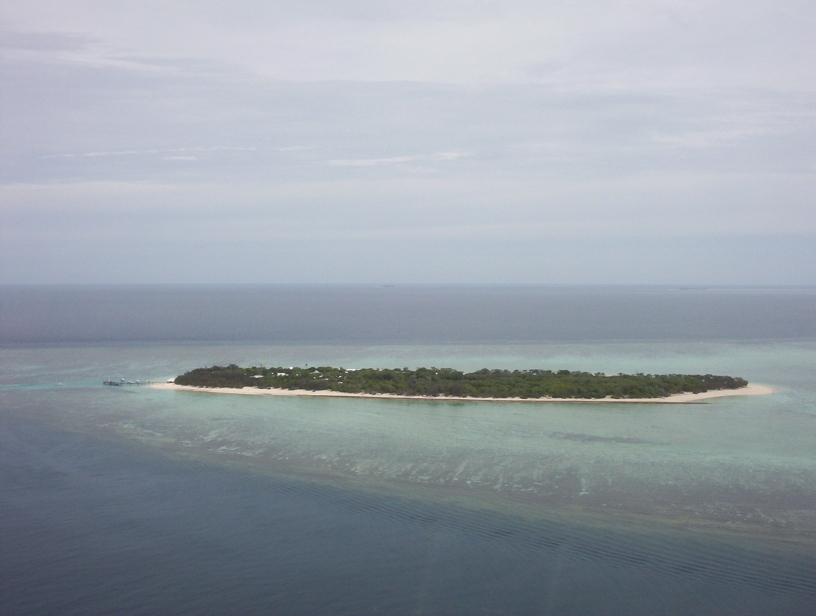
Cồn san hô Heron thuộc nước Úc

Cồn (cồn san hô) là loại đảo nhỏ và thấp, cấu tạo chủ yếu từ cát và hình thành trên bề mặt của một rạn san hô. Cồn ngoài biển thường xuất hiện ở vùng nhiệt đới, chẳng hạn khu vực rạn san hô chắn bờ Belize trong biển Caribe và khu vực Rạn Chắn Lớn trong biển San Hô sát nước Úc.

## Sự hình thành

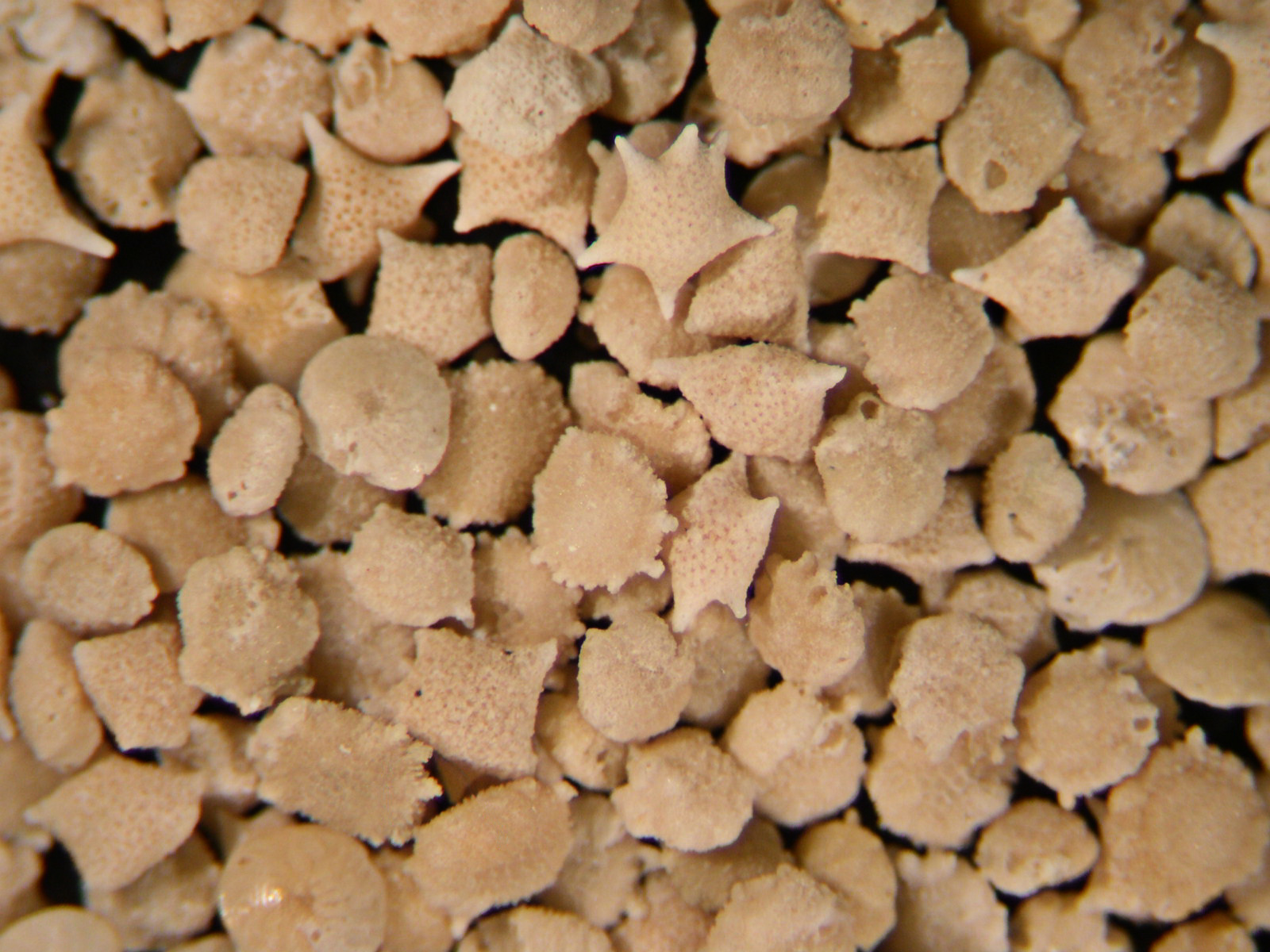
Cát (lấy từ cồn) nhìn dưới kính hiển vi

Cồn được hình thành khi các hải lưu vận chuyển các trầm tích tràn qua bề mặt của một rạn san hô đến một "giao điểm lắng đọng" mà tại đó các hải lưu đang đề cập chảy chậm lại hoặc hợp lưu với một dòng chảy khác, khiến các trầm tích lắng đọng xuống. Theo thời gian, lớp trầm tích trên bề mặt rạn san hô càng lúc càng dày thêm (Hopley 1981, Gourlay 1998). Người ta có thể tìm thấy những giao điểm này trên các bề mặt rạn san hô nằm cả ở hướng khuất gió và đón gió.
Loại trầm tích cấu thành nên loại đảo này hầu hết có nguồn gốc sinh học-ví dụ khung xương còn lại của động thực vật-từ các hệ sinh thái rạn san hô xung quanh (Hopley 1982). Nếu trầm tích chủ yếu là cát thì loại đảo này sẽ được gọi là cay; nếu trầm tích chủ yếu là sỏi thì loại đảo này được gọi là motu.
Vật chất trên cồn phần lớn được cấu thành từ calci cacbonat, aragonit, calcit,...do vô số các loại thực vật (như tảo san hô, Halimeda tuna) và động vật (san hô, động vật thân mềm, trùng lỗ) tạo ra. Bọt biển và các sinh vật khác cũng đóng góp một lượng nhỏ silicat (Chave 1964, Folk & Robles 1964, Scoffin 1987, Yamano 2000). Qua thời gian, quá trình tạo đất và hình thành thảm thực vật có thể diễn ra trên bề mặt cồn với sự giúp sức của phân chim.

## Sự ổn định
Thời tiết có ảnh hưởng rất lớn với hình dạng của cồn. Thủy triều có thể vận chuyển cát đến bồi đắp cho cồn và từ đó làm cồn lớn hơn; ngược lại, bão nhiệt đới có thể phá hủy cồn.

## "Cồn" và "cù lao" ở Việt Nam
Ở một số vùng miền của Việt Nam, người ta dùng cả khái niệm cồn và cù lao để chỉ bãi giữa, tức là một dải đất hình thành ở giữa con sông lớn (sông cái) nhờ quá trình bồi đắp phù sa lâu năm (thường là ở Nam Bộ). Ví dụ: cồn Vành thuộc Tiền Hải và cồn Đen thuộc Thái Thuỵ, Thái Bình; Cồn Nổi thuộc Kim Sơn, Ninh Bình; cồn Hến ở Huế; cù lao Phố ở Biên Hòa; cồn Ấu ở Cần Thơ; cù lao Năng Gù ở An Giang; cù lao Dung ở Sóc Trăng; cù lao Bảo, cù lao Minh, cù lao An Hóa ở Bến Tre,...Ngoài ra, ở khu vực Trung Bộ, người ta còn dùng khái niệm cù lao để chỉ một hòn nhỏ ngoài biển, ví dụ cù lao Chàm ở Hội An, cù lao Ré ở Quảng Ngãi, cù lao Thu ở Bình Thuận.